# Orta
Orta (italsky Lago d’Orta nebo Cusio) je jezero v Piemontu v severní Itálii. Leží západně od Lago Maggiore v provinciích Verbano-Cusio-Ossola a Novara v nadmořské výšce 290 m. Jezero je 13,4 km dlouhé, 2,5 km široké, jeho maximální hloubka je 143 m a má rozlohu 18,2 km².

## Pobřeží
Klima je mírné a pobřeží je obzvlášť malebné. Na východě je od Lago Maggiore oddělené hřebenem Mottarone a na západě je oddělené horským řetězem od údolí řeky Sésia.

## Ostrov
Na jezeře je malý ostrov, který se jmenuje Isola San Giulio podle řeckého diakona Julia.

## Vodní režim
Je to jediné severoitalské jezero, které nemá odtok na jih. Na sever z něj odtéká řeka Strona (povodí Lago Maggiore).

## Historie a pověsti
Kraj v okolí jezera byl osídlen již v prehistorických časech kmeny ze střední Evropy Galy a Kelty. Kolonizace Římany byla pomalá a namáhavá a byla dokončena v dobách Římské říše.
Na konci 4. století sem bylo přineseno křesťanství. Řečtí bratři Julius a Julian z Aiginy přišli do kraje a zničili ve shodě s císařem Theodosius všechny pohanské chrámy a zřizovali svoje místní kostely.
Když bylo postaveno 99 kostelů, chtěli postavit stý a v něm uspořádat pohřeb. Julius nechal svého bratra s Gozzanu u jižního břehu jezera a vypravil se na sever. Jeho cílem byl malý neobydlený ostrov na jezeře, kde žili hadi a draci. Rozložil svůj plášť na jezero a dosáhl ostrova, zahnal hady a draky a postavil stý kostel na právě na místě, kde stojí bazilika San Giulio. V roce 392 zde byl pohřben.
V roce 575 Langobardi Říši rozdělili na vévodství. Mimulf byl místní vévoda a ten pověřil region ochranou před Franky. Když poté Frankové stejně překročili Simplon byl Mimulf z Agilulfu popraven.
V roce 773 byla Riviéra San Giulio přiděleno biskupovi z Novary.
V roce 957 byl ostrov poprvé dobýván. Císař Otto I. dobýval ostrov, na kterém se nacházela královna Willa, která se vzdala po dvou měsících. Daroval jí život a dovolil dostihnout jejího muže na hradě S. Leo. Během obléhání se na ostrově narodil Guglielmo da Volpiano, pozdější opat z Dijonu.
Přibližně 1000 let zůstala Riviéra San Giulio v majetku biskupů z Novary. Byl téměř jako nezávislý stát s vlastními zákony a vládou biskupy jmenovanými zámeckými pány. Jednotlivé obce měly velkou autonomii.
V roce 1861 byla Riviera přidělena italskému království.

## Místa na břehu
Gozzano, Orta San Giulio, Pettenasco, Omegna, Madonna del Sasso, Pella

## Místa v okolí
Armeno, Ameno, Nonio, Cesara, Arola, Bolzano Novarese